# Faustin Kouamé
Faustin Kouamé est un homme politique de Côte d'Ivoire. Ancien avocat au barreau de Paris, Maître Faustin Kouamé est en 1993, Garde des Sceaux, ministre de la Justice dans le Gouvernement Kablan Duncan, ministre des Affaires présidentielles puis conseiller spécial du président Henri Konan Bédié pour les affaires juridiques mais également député. 